# René Higuita
José René Higuita Zapata, född 28 augusti 1966 i Medellín, är en colombiansk före detta professionell fotbollsmålvakt. Han spelade 68 landskamper för Colombias landslag och gjorde 3 mål mellan 1987 och 1999. På klubblagsnivå gjorde han 26 mål mellan 1985 och 2009.
Under åttondelsfinalen mot Kamerun i VM 1990 tappade Higuita under förlängningen bollen till motståndarnas anfallare Roger Milla, som gjorde mål. Colombia förlorade matchen och var därmed utslaget ur turneringen.
Higuita väckte även uppmärksamhet med sin målvaktsräddning "skorpionen". Målvakten hoppar då upp och lägger sig horisontellt i luften och sparkar bollen med hälarna ovanför kroppen. Det mest kända tillfället då han använde skorpionen var i en vänskapsmatch mot England på Wembley Stadium den 9 september 1995, då han räddade ett skott från utsidan av straffområdet.